# Gabriel Santos (calciatore)
Gabriel Santos, pseudonimo di Gabriel dos Santos Francisco, noto anche come Negueba (Rio de Janeiro, 16 marzo 1999), è un calciatore brasiliano, attaccante del Cheongju.

## Carriera
Il 21 ottobre 2021 debutta in Série A con la maglia del Ceará in occasione dell'incontro perso 2-1 contro il Palmeiras.